# Wuxi International Finance Square
Wuxi International Finance Square es un rascacielos ubicado en la ciudad china de Wuxi. La construcción comenzó en enero de 2011 y se terminó en el verano de 2014. Se llegó a la altura final en septiembre de 2013, mientras los trabajos en el interior continuaban. Con una altura de 339 metros es el rascacielos más alto de la ciudad. El edificio tiene 68 plantas, las inferiores destinadas a las oficinas y las más altas a un hotel. El diseño de la torre fue realizado por los arquitectos británicos Aedas, en Londres.